# Flower (前田敦子の曲)
「Flower」（フラワー）は、日本の女性アイドル・前田敦子の楽曲。2011年6月22日にキングレコードから発売。

## 概要
秋元康作詞、若田部誠作曲。
前田が当時所属していた女性アイドルグループAKB48からのソロデビューシングル。AKB48メンバーとしては大堀めしべの「甘い股関節」、増田有華の「Stargazer」、おぐまなみの「かたつむり」、板野友美の「Dear J」に続く5人目のソロデビュー作品となる。
楽曲のシングルCDは「Act 1」「Act 2」「Act 3」の3種と劇場盤の計4種類がリリースされた。劇場盤は販路限定盤で、サイト「キャラアニ.com」を通して販売された。Act 1、2、3にはそれぞれ収録内容の異なるDVDが付属している。CDの収録曲およびジャケットは4種類それぞれで異なっている。特典として、Act 1、2、3それぞれの初回製造分にはタイプごとに異なるフォトブック（すべて20ページからなる）が封入されている。劇場盤には「劇場盤発売記念 前田敦子スペシャルミニライブ&握手会」参加券または劇場盤オリジナルクレジット入り前田敦子撮り下ろし生写真（全10種のうちランダムで1種）のいずれかが封入されている。
キャッチコピーは「大人になった少女は、花を見つけた。」。
楽曲のミュージック・ビデオは、映画監督の熊澤尚人が手掛けている。ビデオには鶴見辰吾、平田満、子役の木村真那月らが出演している。
楽曲は2011年6月24日の『ミュージックステーション』で披露されたが、ソロでの『ミュージックステーション』出演はAKB48ソロデビューメンバー中で初である。
楽曲は、映画『もし高校野球の女子マネージャーがドラッカーの『マネジメント』を読んだら』挿入歌およびJOYSOUND×UGA「うたスキ動画」CMソングに起用された。

## チャート成績
発売前日（集計初日）の2011年6月21日付オリコンデイリーシングルチャートで推定売上枚数約10.2万枚を記録し、初登場で1位にランクインした。
2011年7月4日付オリコン週間シングルチャートで、約17.7万枚を売り上げ初登場1位を記録した。同年1月にデビューした板野の「Dear J」（約16.3万枚）を上回り、AKB48の派生アーティストのデビュー作品の初動売り上げ最高記録を更新した。
女性ソロ歌手のデビューシングルの首位は、2006年のKaoru Amaneが「タイヨウのうた」で記録して以来、4年9か月ぶりに更新。また、女性グループからのソロデビューシングルの首位は、2001年の後藤真希が「愛のバカやろう」で記録して以来、10年3か月ぶりの快挙である。1990年代生まれのソロ歌手としては史上初である。

## シングル収録トラック

### Act 1
| #  | タイトル                                      | 作詞   | 作曲     | 編曲           | 時間 |
| -- | --------------------------------------------- | ------ | -------- | -------------- | ---- |
| 1. | 「Flower」                                    | 秋元康 | 若田部誠 | 若田部誠       | 4:14 |
| 2. | 「この胸のメロディー」                        | 秋元康 | Myu      | 清水哲平       | 4:18 |
| 3. | 「頬杖とカフェ・マキアート」                  | 秋元康 | 平隆介   | 野中“まさ”雄一 | 4:37 |
| 4. | 「Flower (off vocal ver.)」                   |        |          |                |      |
| 5. | 「この胸のメロディー (off vocal ver.)」       |        |          |                |      |
| 6. | 「頬杖とカフェ・マキアート (off vocal ver.)」 |        |          |                |      |

| #  | タイトル                                                 | 作詞 | 作曲・編曲 |
| -- | -------------------------------------------------------- | ---- | ---------- |
| 1. | 「Flower music video」                                   |      |            |
| 2. | 「Flower music video (dialog ver.)」                     |      |            |
| 3. | 「前田敦子スペシャルインタビュー『今、考えていること』」 |      |            |
| 4. | 「Making the music video「Flower」」                     |      |            |

### Act 2
| #  | タイトル                                | 作詞   | 作曲     | 編曲     | 時間 |
| -- | --------------------------------------- | ------ | -------- | -------- | ---- |
| 1. | 「Flower」                              | 秋元康 | 若田部誠 | 若田部誠 |      |
| 2. | 「この胸のメロディー」                  | 秋元康 | Myu      | 清水哲平 |      |
| 3. | 「夜明けまで」                          | 秋元康 | 春行     | 島崎貴光 | 4:27 |
| 4. | 「Flower (off vocal ver.)」             |        |          |          |      |
| 5. | 「この胸のメロディー (off vocal ver.)」 |        |          |          |      |
| 6. | 「夜明けまで (off vocal ver.)」         |        |          |          |      |

| #  | タイトル                                | 作詞 | 作曲・編曲 |
| -- | --------------------------------------- | ---- | ---------- |
| 1. | 「Flower music video」                  |      |            |
| 2. | 「Flower music video (dialog ver.)」    |      |            |
| 3. | 「Flowerが咲くまで 〜前田敦子の軌跡〜」 |      |            |

### Act 3
| #  | タイトル                                | 作詞   | 作曲                                      | 編曲     | 時間 |
| -- | --------------------------------------- | ------ | ----------------------------------------- | -------- | ---- |
| 1. | 「Flower」                              | 秋元康 | 若田部誠                                  | 若田部誠 |      |
| 2. | 「この胸のメロディー」                  | 秋元康 | Myu                                       | 清水哲平 |      |
| 3. | 「La Brea Ave.」                        | 秋元康 | Radhika Vekaria、Jonas Westling、GoldDust | 河村佳希 | 3:59 |
| 4. | 「Flower (off vocal ver.)」             |        |                                           |          |      |
| 5. | 「この胸のメロディー (off vocal ver.)」 |        |                                           |          |      |
| 6. | 「La Brea Ave. (off vocal ver.)」       |        |                                           |          |      |

| #  | タイトル                                               | 作詞 | 作曲・編曲 |
| -- | ------------------------------------------------------ | ---- | ---------- |
| 1. | 「Flower music video」                                 |      |            |
| 2. | 「Flower music video (dialog ver.)」                   |      |            |
| 3. | 「前田敦子ファッションブック『今、着てみたいお洋服』」 |      |            |

### 劇場盤
| #  | タイトル                                       | 作詞   | 作曲     | 編曲     | 時間 |
| -- | ---------------------------------------------- | ------ | -------- | -------- | ---- |
| 1. | 「Flower」                                     | 秋元康 | 若田部誠 | 若田部誠 |      |
| 2. | 「この胸のメロディー」                         | 秋元康 | Myu      | 清水哲平 |      |
| 3. | 「Brunchはブルーベリー」                       | 秋元康 | 奥田慎吾 | 板垣祐介 | 4:22 |
| 4. | 「妄想電話「もし、前田敦子が恋人だったら…」1」 |        |          |          |      |
| 5. | 「妄想電話「もし、前田敦子が恋人だったら…」2」 |        |          |          |      |
| 6. | 「妄想電話「もし、前田敦子が恋人だったら…」3」 |        |          |          |      |